# Joan Franka
Joan Franka (egentlig Joany Franka Johanna Ayten Hazebroek, født 2. april 1990) er en nederlandsk sanger. Hun repræsenterede Nederlandene ved Eurovision Song Contest 2012 med sangen "You and Me".